# Швидкість клубочкової фільтрації
Швидкість клубочкової фільтрації (ШКФ) показує, який об'єм сечі утворюється в нирках за одиницю часу. Він зазвичай виражається в мл/хв. Це дуже важливий показник, оскільки за його допомогою можна оцінити здатність нирок виконувати свою основну функцію — очищати плазму крові і утворювати сечу. ШКФ — чутливий показник, при захворюваннях нирок він змінюється першим, раніше ніж сечовина, креатинін, аміак і т. д.
Швидкість клубочкової фільтрації залежить від стану базальної мембрани, яка складається з колагену і глікопротеїду. Цей суцільний шар товщиною 80-120 нм відділяє капілярний ендотелій від подоцитів. Пропускна здатність базальної мембрани визначається діаметром пор і величиною негативного заряду глікопротеїду.
Крім того, показник ШКФ використовується для ретельного дозування нефротоксичних лікарських засобів, які виводяться в основному з сечею, а також для оцінки ступеня тяжкої дегідратації.
Швидкість потоку рідини між капілярами клубочків і простором сечі капсули визначається за формулою:
{\displaystyle {\operatorname {d} Q \over \operatorname {d} t}=K_{f}\times (P_{G}-P_{B}-\Pi _{G}+\Pi _{B}),}
де:
- {\displaystyle {\operatorname {d} Q \over \operatorname {d} t}} — швидкість клубочкової фільтрації.
- {\displaystyle K_{f}} — постійна фільтрація (визначається як добуток гідравлічної провідності і площі поверхні капілярів клубочків).
- {\displaystyle P_{G}} — гідростатичний тиск всередині капілярів клубочків.
- {\displaystyle P_{B}} — гідростатичний тиск всередині капсули Боумена.
- {\displaystyle \Pi _{G}} — колоїдно-осмотичний тиск всередині капілярів клубочків.
- {\displaystyle \Pi _{B}} — колоїдно-осмотичний тиск всередині капсули Боумена.

## Регулювання швидкості клубочкової фільтрації
Менше 1 % від фільтрованої плазми виводяться з організму. Отже, 99 % реабсорбується. Зміни в ШКФ можуть мати великий вплив. ШКФ зміниться разом з середнім артеріальним тиском (САТ). Збільшення САТ призведе до збільшення ШКФ і навпаки. Нирки підтримують ШКФ в межах вузького діапазону трьома внутрішніми механізмами:
1. Міогенний — коли САТ збільшує тиск в аферентних артеріолах, тягнуться гладкі м'язи афферентної артеріоли. Це викликає рефлекторне скорочення м'яза. Вазоконстрикції аферентних артеріол знижують тиск в капілярах клубочків. Падіння САТ має протилежний ефект.
2. Клубочково-канальцевий зворотній зв'язок — 1)↑САТ 2)↑ Р гідростатичний капіляри;↑ нирковий кровоток 3)↑ШКФ 4)↑ швидкості руху рідини через проксимальний каналець та петлю 5)↑ швидкості руху рідини в macula densa 6)↑ концентрації Na і Cl в зоні macula densa 7)↑ продукції вазоконстриктора (аденозин) в ЮГА 8)Звуження аферентної артеріоли
3. Мезангіальні клітини — тут видозмінюються гладкі м'язові клітини, які оточують клубочки капілярів. При підвищенні артеріального тиску це призводить до того, що мезангіальні клітини розтягуються і зменшують площу поверхні капілярів, доступних для фільтрації.

## Межі норми ШКФ
Нормальний діапазон ШКФ, з поправкою на площу поверхні тіла:
- чоловіки, молодші від 40 років — від 100 мл/хв/1,73m2 до 130 мл/хв/1,73m2
- жінки, молодші від 40 років — від 90 мл/ хв/1,73m2 до 120 мл/хв/1,73m2.
- діти до 2 років, обох статей — 110 мл/хв/1,73 м2 (вимірюється за кліренсом інуліну)

З віком ШКФ поступово зменшується, і після 40 років показник щорічно спадає приблизно на 0,4 мл/хв — 1,2 мл/хв.
Стадії хронічної хвороби нирок (ХХН):
| I   | ШКФ ≥ 90 мл/хв/1,73 м²  | ураження нирок з нормальною або збільшеною ШКФ         |
| II  | ШКФ 60-89 мл/хв/1,73 м² | ураження нирок із ХНН з помірним зниженням ШКФ         |
| III | ШКФ 30-59 мл/хв/1,73 м² | ураження нирок із ХНН з середнім ступенем зниження ШКФ |
| IV  | ШКФ 15-29 мл/хв/1,73 м² | ураження нирок з ХНН зі значним ступенем зниження ШКФ  |
| V   | ШКФ ≤ 15 мл/хв/1,73 м²  | ураження нирок з термінальною ХНН                      |

## Збільшення нормальних показників
Бувають такі випадки, коли швидкість клубочкової фільтрації перевищує нормальні показники. Існує ряд патологій і станів, коли відзначається дане відхилення:
- підвищений артеріальний тиск (гіпертонія) або гіпертонічний криз;
- вагітність;
- шкірні опіки;
- підвищений вміст окису вуглецю;
- вживання великої кількості білкової їжі;
- недокрів'я;
- цукровий діабет.

## Зменшення нормальних показників
Як правило, через зниження ниркового кровотоку падає швидкість клубочкової фільтрації. Норма, якщо зниження показників утворилося через:
- шок;
- кровотечі;
- зневоднення;
- серцеву недостатність.

Однак існує і ряд захворювань, коли кліренс креатиніну падає. Зазвичай це трапляється через:
- захворювань нирок з народження;
- нефротичного синдрому;
- пієлонефриту;
- сосочкового некрозу;
- малярії;
- цістіноза;
- печінкової недостатності;
- закупорки сечовивідних каналів;
- захворювання легенів у хронічній формі.

## Методи підрахунку ШКФ
Найбільш точним є визначення ШКФ за принципом кліренсу — «очищення» (з використанням інуліну, ендогенного креатиніну, сечовини — лабораторні та радіоізотопні методи), але більш зручними вважаються розрахункові методи оцінки фільтраційної функції нирок.
Величина кліренсу вказує на «долю» речовини в нирках: Якщо речовина вільно фільтрується (Ф), і не реабсорбується (Р) і не секретується (С) в канальцях, то кліренс такої речовини буде = ШКФ (інулін). Якщо речовина Ф і Р, тоді її кліренс буде меншим за ШКФ (сечовина). Якщо речовина Ф і С, тоді кліренс буде більший за ШКФ (ПАГ, креатинін). Речовина, яка повністю реабсорбується має нульовий кліренс (глюкоза).
Рекомендовані для визначення ШКФ наступні формули: Cockroft-Gault (1976), Modification of Diet in Renal Disease (MDRD) (1999), Chronic Kidney Disease Epidemiology Collaboration (CKD-EPI) (2009), проба Реберга — Тареева.
- Проба Реберга — Тареева: ШКФ (мл/хв) = креатинін сечі (ммоль/24 год) × хвилинний діурез (мл/хв) / креатинін крові (ммоль/л)
- Формула Cockroft-Gault: рШКФ = (140 - вік, років) × маса тіла (кг) × (1,23 для чоловіків або 1,05 для жінок) / креатинін крові (ммоль/л)
- Скорочена формула дослідження MDRD: рШКФ (мл/хв/1,73 м²) = 186 × (креатинін сироватки, мг/дл) - 1,154 × (вік, років) - 0,208 × (0,742 для жінок) × (1,210 для афроамериканців)
- Формула CKD-EPI:
  - для чоловіків рШКФ = 141 × min (креатинін крові, мг/дл/0,9) - 0,411 × max (креатинін крові, мг/дл/0,9) - 1,209×0,993 віку × (1,159 для афроамериканців);
  - для жінок рШКФ = 141 × min (креатинін крові, мг/дл/0,7) - 0,329 × max (креатинін крові, мг/дл/0,7) - 1,209×0,993 віку × (1,159 для афроамериканців).